# La Capella Reial de Catalunya
La Capella Reial (La Capella Reial de Catalunya des de 1990) és una formació instrumental i vocal fundada per Montserrat Figueras i Jordi Savall l'any 1987. És un dels primers grups vocals que interpreten música del Segle d'Or seguint criteris històrics, amb la voluntat de seguir el model de les capelles reials medievals, intèrprets habituals de les grans composicions de música sagrada i profana de l'època. Els membres de la formació són exclusivament d'origen llatí o hispànic. La Capella Reial de Catalunya es caracteritza per realitzar recerca sobre les característiques pròpies del patrimoni musical hispànic i europeu anterior al 1800, que interpreta tenint en compte tant la qualitat del so com l'adequació a l'estil de la seva època.
El seu repertori va des de les Cantigas d'Alfons X el Savi i el Llibre vermell de Montserrat fins al Rèquiem de Mozart, incloent els cançoners del Segle d'Or i els grans mestres del renaixement i el barroc musical català, espanyol i europeu, entre els quals destaquen Mateu Fletxa, Cristóbal de Morales, Francisco Guerrero, Tomás Luis de Victoria, Joan Cererols o Claudio Monteverdi, a més de temes sefardites o la música del Misteri d'Elx, els romanços del Quixot o la música del segle XV hispànic. Entre els seus treballs més destacats es troba la banda sonora de la pel·lícula Jeanne La Pucelle (1993), les òperes Una cosa rara (Vicent Martín i Soler) i L'Orfeo (Claudio Monteverdi). Habitualment, La Capella Reial de Catalunya actua al costat del grup instrumental Hespèrion XXI, fundat pels mateixos Jordi Savall i Montserrat Figueras, al costat de Lorenzo Alpert i Hopkinson Smith l'any 1974.